# Ali ben Mohamed
Ali Ben Mohamed ou Ali III Ar Rasul, dey d'Alger ayant régné quelques mois de 1808 à 1809. Il prend le pouvoir à la faveur d'une révolte contre son prédécesseur Ahmed II.